# Henri Schouteden
 (janvier 2017).
Si vous disposez d'ouvrages ou d'articles de référence ou si vous connaissez des sites web de qualité traitant du thème abordé ici, merci de compléter l'article en donnant les références utiles à sa vérifiabilité et en les liant à la section « Notes et références ».
Henri Schouteden est un zoologiste, ornithologue et entomologiste belge, né le 9 juillet 1881 à Bruxelles et mort le 15 novembre 1972 dans cette même ville.

## Biographie
En 1905, il obtient le diplôme de Docteur en Sciences Naturelles à l'Université de Bruxelles. Jusqu'en 1910, il travailla au Musée d'Histoire Naturelle de Bruxelles, puis au Musée du Congo belge à Tervuren.
En 1911, il fonde la Revue de Zoologie et de Botanique africaine.
Il effectua une première mission au Congo (Mayombe, Équateur, Bas-Congo, Kasaï) entre 1921 à 1923, récoltant d'importantes collections zoologiques, puis une seconde de 1923 à 1926 dans le nord et l'est du Congo (Uele, Iturl, Kivu, Katanga) encore plus riche de découvertes.
À Anvers, il a enseigné la zoologie à l'Université coloniale de Belgique, puis de 1927 à 1952, l'entomologie médicale à l'Institut de Médecine Tropicale.
En 1927, il est aussi nommé Directeur du Musée du Congo belge, charge qu'il occupa jusqu'en 1947.
Il publie avec Gaston-François de Witte en 1934 Batraciens récoltés au Congo Belge par le Dr H. Schouteden et par M. G.-F. de Witte,.
En 1963, il reçoit le Prix décennal des Sciences zoologiques et fonde ensuite le Prix Schouteden récompensant des travaux de Zoologie systématique.